# Gornja Gorevnica
Gornja Gorevnica (cyr. Горња Горевница) – wieś w Serbii, w okręgu morawickim, w mieście Čačak. W 2011 roku liczyła 1299 mieszkańców.